# Kampoog
Een kampoog of deficientie-amblyopie wordt een menselijk oog genoemd, dat ten gevolge van voedingstekorten, tijdens de Japanse bezetting van Nederlands-Indië de in de jappenkampen, niet meer in staat is goed te zien. Het wordt gekenmerkt door een blinde vlek op het netvlies of het afsterven van de oogzenuw, ontstaan ten gevolge van langdurig gebrek aan de vitamines A en B-complex. Omdat geïnterneerden weinig, eenzijdige en onvolwaardige voeding kregen, hield een groot aantal van hen een blijvend letsel aan een of beide ogen over. Ook kan pas op latere leeftijd dit letsel tot uiting komen. 
De eerste klachten zijn wazig zien en een matige fotofobie. Bij langer bestaande en ernstiger gevallen treedt een centrale visusstoornis op met verlies van gezichtsscherpte tot minder dan 1/60, en waarbij alleen nog het perifere gedeelte grotendeels intact blijft.